# Eleccions legislatives gregues de 1946
Les eleccions legislatives gregues de 1946 se celebraren el 31 de març de 1946. Van estar marcades per l'abstenció del Partit Comunista de Grècia i la forta polarització entre els partits de dreta i esquerra que van dur a la guerra civil grega de 1946-1949. Es va formar un govern de concentració presidit per Konstantinos Tsaldaris i el referèndum posterior va retornar Jordi II de Grècia de l'exili.
| Eleccions legislatives gregues de 1946 | Eleccions legislatives gregues de 1946 | Eleccions legislatives gregues de 1946                          | Vots      | Vots    | Vots | Escons          | Escons |
| Eleccions legislatives gregues de 1946 | Eleccions legislatives gregues de 1946 | Eleccions legislatives gregues de 1946                          | No.       | %       | +− % | No.             | +−     |
| -------------------------------------- | --- | --------------------------------------------------------------- | --------- | ------- | ---- | --------------- | ------ |
|                                        | Front Patriòtic Unit Inomeni Parataxis Ethnikofronon * Partit Popular * Partit Nacional dels Liberals (Κόμμα Εθνικών Φιλελευθέρων) * Partit Reformador * Altres | Konstantinos Tsaldaris Stylianos Gonatas                        | 610,995   | 55.12   |      | 206 156 34 5 11 |        |
|                                        | Unió Política Nacional Ethniki Politiki Enosis * Party of "Venizelian Liberals" * Partit Democràtic Socialista de Grècia * Partit Nacional Unionista * Others   | Sophoklis Venizelos Georgios Papandreu Panayiotis Kanellopoulos | 213,721   | 19.28   |      | 68 31 7 27 3    |        |
|                                        | Partit Liberal | Themistoklis Sophoulis                                          | 159,525   | 14.39   |      | 48              |        |
|                                        | Unió Patriòtica Ethnikon Komma Ellados | Napoleon Zervas                                                 | 66,027    | 5.96    |      | 20              |        |
|                                        | Unió de la Mentalitat Nacional Enosis Ethnikofronon | Theodoras Tourkovasilis (Θεόδωρος Τουρκοβασίλης)                | 32,538    | 2.94    |      | 9               |        |
|                                        | Llistes d'Independents |                                                                 | 12,036    | 1.08    |      | 2               |        |
|                                        | Unió de Partits Agraris Enosis Agrotikon Kommaton |                                                                 | 7,447     | 0.67    |      | 1               |        |
|                                        | Partit per la Unió Nacional (Χίτες) |                                                                 | 1,848     | 0.17    |      | -               |        |
|                                        | Partit Civil i Agricultor |                                                                 | 1,114     | 0.10    |      |                 |        |
|                                        | Parataxis dels Cristians Ortodoxos Grecs |                                                                 | 298       | 0.03    |      | -               |        |
|                                        | Partit Patriòtic de Reservistes |                                                                 | 63        | 0.01    |      | -               |        |
|                                        | Partit de la Unió Nacional |                                                                 | 15        | 0.00    |      | -               |        |
|                                        | Partit Social de Grècia |                                                                 | 13        | 0,00    |      | -               |        |
|                                        | Altres |                                                                 | 2.833     | 0,25    |      | -               |        |
| Votants                                | Votants | Votants                                                         | 1.121.695 |         |      | 354             |        |
| Vots vàlids                            | Vots vàlids | Vots vàlids                                                     | 1.108.472 | 15,49%† |      |                 |        |
| Vots nuls                              | Vots nuls | Vots nuls                                                       | 13.223    | 1,18    |      |                 |        |